# マリア・メルセデス
『マリア・メルセデス』（原題: María Mercedes）は、メキシコのテレビドラマ。ラス・エストレージャスで1992年9月14日から1993年1月5日まで放送された。

## 登場人物
マリア・メルセデス「メチェ」ムニョス・ゴンザレス
演：タリア
ホルヘ・ルイス・デル・オルモ・モランテス
演：アルトゥーロ・ペニチェ